# فرودگاه فورت نلسون / گوردون فیلد
فرودگاه فورت نلسون / گوردون فیلد (به انگلیسی: Fort Nelson/Gordon Field Airport) یک فرودگاه همگانی است که یک باند فرود چمن دارد و طول باند آن ۱۲۱۹ متر است. این فرودگاه در کشور کانادا قرار دارد و در ارتفاع ۴۹۵ متری از سطح دریا واقع شده است.